# Wu Bin

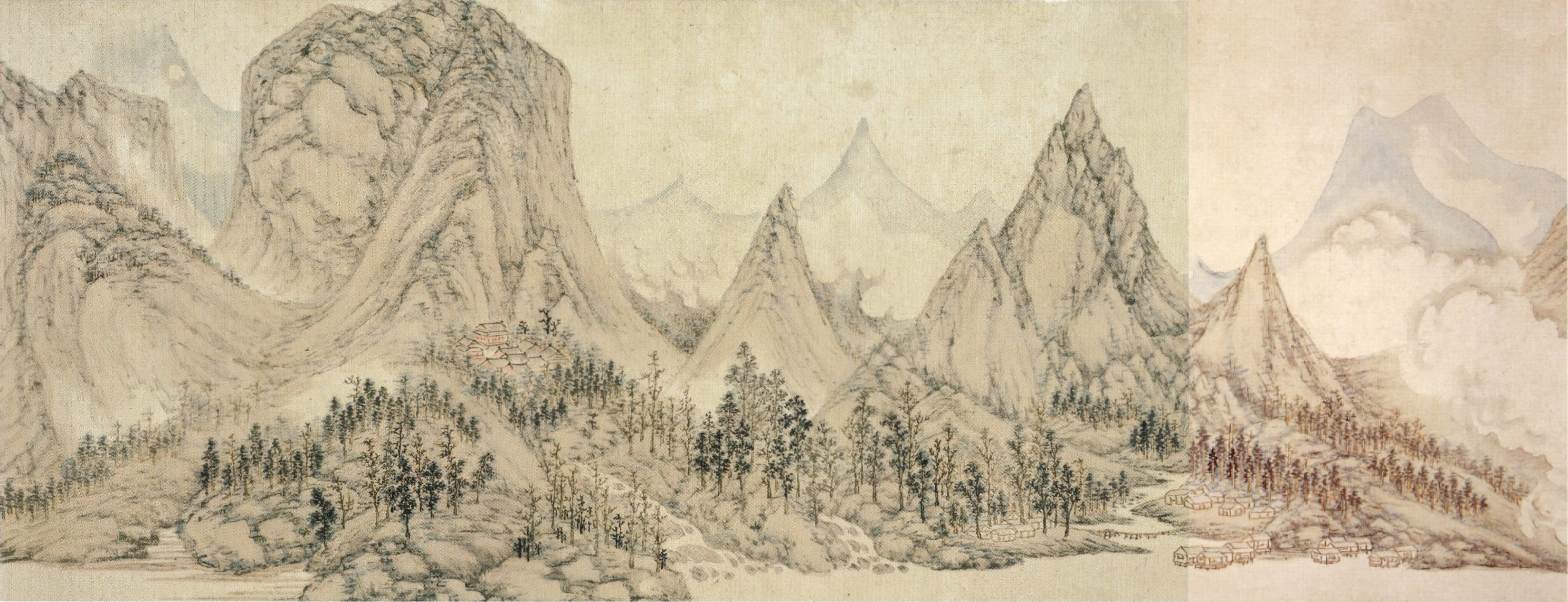
Ausschnitt aus einer Landschaft

Wu Bin, auch Wu Pin genannt (* 1545 oder 1568 oder 1573 in Putian, Provinz Fujian; † 1620er Jahre; [genaue Lebensdaten sind nicht bekannt]) war ein chinesischer Landschaftsmaler, der um die Wende vom 16. auf das 17. Jahrhundert wirkte. Er wurde auch "Wenzhong" genannt, sein Spitzname war "Zhiyin Toutuo", was so viel wie "Bettelmönch im Tempel, versteckt unter Zweigen" bedeutet.

## Leben und Wirken
Unter Kaiser Wanli (1572 bis 1620) aus der Ming-Dynastie wurde er in die Hauptstadt Nanjing als Beamter mit dem Titel "Kaiserlicher Sekretär für Öffentliche Arbeiten" berufen und wurde dort Hofmaler. Seine malerischen Fähigkeiten wurden auch von Privatleuten und buddhistischen Tempeln geschätzt. Sein Stil in der Landschaftsmalerei und in den Porträts war grundsätzlich verschieden von der damals vorherrschenden, versteinerten Malschule. In späteren Jahren wurde er Anhänger des Chan-Buddhismus, des Zen-Buddhismus. Er weilte auf dem Qixia Shan (Qixia-Berg) 20 km nordöstlich von Nanjing. Dort porträtierte er Mönche und Priester unter anderem bei ihren Tätigkeiten als Zauberer/Magier. Diese magischen Praktiken wurden und werden auch heute noch von den Gläubigen erbeten. Wu Bin erstellte die Porträts mit viel Ironie und Sarkasmus.

## Ende
In den 1620er Jahren wurde Wu Bin beschuldigt, Kritik an dem berüchtigten Eunuchen Wei Zhongxian (1568 bis 1628) zu üben. Er wurde gefangen genommen. Danach gibt es von ihm keine Spur mehr.

## Werke
- Porträt des Buddha, Wandbild, Tusche und Aquarell auf Seide, 146,2 × 76,3 cm, Palastmuseum Peking.
- 16 Luohan, Bildrolle, Tusche und Aquarell auf Papier, 32 × 414,3 cm. Seit 1986 im Besitz des Metropolitan Museum, New York, USA.
- Im November 2009 erwarb der Sammler Liu Yiqian aus Shanghai bei einer Auktion in Peking das 571 cm lange Bild "Eighteen Arhats" für brutto 169,1 Millionen Yuan, das sind rund 24,8 Millionen US-$.[3] Das Bild gehörte vor fast 300 Jahren dem Kaiser Qianlong (1711 bis 1799). Dieser bearbeitete es durch kalligrafische Beschreibung jedes einzelnen Arhat.
- 500 Arhat, Tusche und Aquarell auf Papier, Cleveland Museum of Art.
- Landschaft (1610), Tusche und Aquarell auf Papier, Honolulu Academy of Arts.
- Zehn Ansichten eines Steines (1610)[4].